# Daniela Popa
Daniela Popa (n. 8 mai 1956, Târgoviște, județul Dâmbovița) este un politician român, fostă membră a Parlamentului României în legislatura 1990 - 1992 pe listele FSN, în legislatura 1992 - 1996 pe listele PDSR până în octombrie 1997 când a devenit independentă, în legislatura1996 - 2000 pe listele PDSR, în legislatura 2004 - 2008 și în legislatura 2008 - 2012 pe listele Partidului Conservator. 
Daniela Popa este inginer și deține un doctorat în economie precum și un doctorat în științe militare. În cadrul activității sale parlamentare, Daniela Popa o promovat peste 90 de inițiative legislative.
În data de 23 ianuarie 2010, Daniela Popa a demisionat din funcția de președinte a Partidului Conservator și din cea de deputat. După demisia sa, deputata Daniela Popa a fost înlocuită de deputata Teo Trandafir.
Daniela Popa a absolvit Universitatea Brașov în anul 1981. Este doctor în economie la Academia de Studii Economice, București și doctor în științe militare și informații la Universitatea Națională de Apărare "Carol I", București.

Daniela Popa este divorțată din 2001 și are un copil.

## Legături  externe
- Site-ul web personal[nefuncțională]